# Haakon Tveter

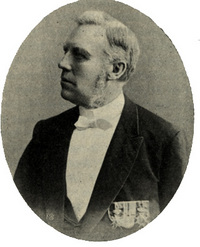
Haakon Tveter

Haakon Tveter, född 2 januari 1844 i Østre Aker vid Kristiania, död där 15 juni 1930, var en norsk agronom.
Efter examen 1865 vid Ås högre lantbruksskola var Tveter 1867-75 förvaltare på mönsterjordbruket Bygdø kongsgård, en befattning, han lämnade för att överta sin fädernesgård Østensjø i Østre Aker. 
Tveter utvecklade en flersidig och betydelsefull verksamhet för Norges lantbruk. Då han tidigt hade gjort sig bemärkt som privat lantbrukslärare och i den offentliga diskussionen, invaldes han 1882 i styrelsen för Selskapet for Norges vel, vars sekreterare han var 1884-1900, och där han 1883-1900 redigerade det av sällskapet utgivna "Beretninger" och 1894-1913 dess "Tidsskrift for det norske landbruk". Åren 1882-98 hade han dessutom förestått Morgenbladets lantbrukstidning. Vid sidan av talrika artiklar i dessa organ publicerade han en del broschyrer och betänkanden i lantbruksfrågor. 
Åren 1889-91 var Tveter sitt amts representant på Stortinget, där han tillhörde Høyre; 1892-94 och 1898-1900 var han distriktets förste suppleant. Han var ledamot av statsrevisionen 1891-92 och flera gånger av kungliga kommissioner. Inom sin kommun innehade han en mängd förtroendeuppdrag och 1878-1906 var han direktör i Akers sparebank.